# 郭浩洲
郭浩洲（1940年—1993年），男，河北任丘人，中国航空模型运动员、教练员，运动健将。曾获得体育运动荣誉奖章。